# Józef Kłosiński

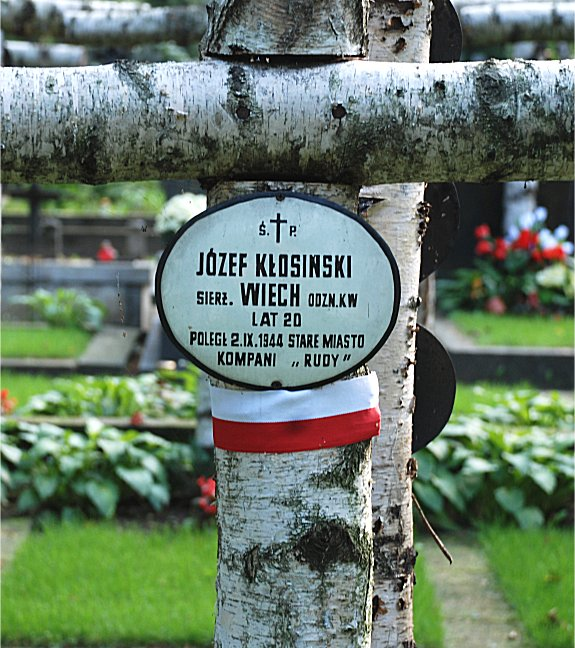
Nad mogiłą na Powązkach Wojskowych

Józef Kłosiński ps. „Wiech” (ur. 25 lipca 1924, zm. 2 września 1944 w Warszawie) – sierżant, uczestnik powstania warszawskiego w III plutonie „Felek” 2. kompanii „Rudy” batalionu „Zośka”.
Podczas okupacji hitlerowskiej działał w konspiracji. W powstaniu warszawskim walczył na Woli i Starym Mieście
2 września 1944 został zamordowany przez żołnierzy niemieckich w szpitalu powstańczym przy ul. Miodowej 23 na Starym Mieście. Miał 20 lat. Pochowany w kwaterach żołnierzy i sanitariuszek batalionu „Zośka” na Wojskowych Powązkach w Warszawie (kwatera A20-3-13).
Został odznaczony Krzyżem Walecznych.